# Тикнор, Джордж
Джо́рдж Ти́кнор (англ. George Ticknor, 1 августа 1791 года, Бостон — 26 января 1871 года, там же) — американский историк, литературовед и филолог, специализировавшийся на испанистике. Основатель Бостонской общественной библиотеки.

## Биография
Первоначальное образование получил у отца — Элайши Тикнора (1757—1821, англ.), директора Франклиновской государственной школы. Э. Тикнор известен как основатель Массачусетского страхового общества, а также первого сберегательного банка (англ.) в Новой Англии. В 1805 году Джордж Тикнор поступил в Дартмутский колледж (Хановер, штат Нью-Гэмпшир), который окончил в 1807-м. В 1807—1810 годах изучал латинский и древнегреческий языки под руководством Джона Гардинера (1765—1830, англ.), настоятеля церкви св. Троицы в Бостоне (англ.), и Сэмюэла Парра (англ.). В 1810 году начал изучение юриспруденции, принят в состав адвокатской корпорации в 1813-м, имея контору в Бостоне. После года адвокатской практики, закрыл дело, и в 1815 году уехал в Европу, поступив в Гёттингенский университет.
Окончив университет в 1817 году, вернулся в США и был назначен профессором французского и испанского языков и литературы в Гарвардском университете. К преподаванию он приступил в 1819 году, после путешествия во Францию, Испанию и Португалию. В период работы профессором выступил за создание в Гарварде факультетов, разделения студентов по группам в соответствии с их способностями и успеваемостью, а также организации студенческого самоуправления. В этот период сложилась его дружба с ослепшим гарвардским выучеником — Уильямом Прескоттом, которого Тикнор убедил заняться испанистикой, а позднее написал его биографию. В 1835 году подал в отставку, его место занял Генри Лонгфелло. В 1835—1838 годах Тикнор жил в Европе, был вхож в аристократические салоны Лондона.
После возвращения приступил к созданию сводной истории испанской литературы, начав работу фактически на пустом месте, так как работ аналогичной тематики в Испании того времени не было. Тикнор воспользовался структурой своего университетского курса для организации материала, в результате чего в Нью-Йорке и Лондоне в 1849 году вышла в свет трёхтомная «History of Spanish Literature» («История испанской литературы»). Содержание книги шире её заглавия, включая фактически историю Испании и испанской цивилизации. Работа была популярна благодаря насыщенности источниками и ссылками на источники.
В 1851—1857 годах «История испанской литературы» была переведена на испанский язык Паскуалем де Гаянгосом-и-Арсе при участии Энрике де Ведиа (исп.). Гаянгос существенно дополнил материалы книги Тикнора, поэтому третье англоязычное издание 1863 года включало эти поправки и дополнения, переведённые Тикнором на английский язык. Шестое издание книги вышло в 1888 году.

## Общественная деятельность
В 1822—1825 годах Тикнор сменил своего отца в попечительском совете Франклиновской школы; в 1823—1832 годах был попечителем Бостонского атенеума (англ.), в 1833-м — занимал пост его вице-президента. В 1827—1835 годы был директором, а в 1842—1862 годы — вице-президентом страхового общества Массачусетского госпиталя. В 1826—1830 годах был попечителем Массачусетского госпиталя. В 1838—1850 годах был попечителем сберегательного банка, основанного его отцом.
В 1852 году основал Бостонскую общественную библиотеку, в попечительский совет которой входил в 1852—1866 годах, а в 1865 году избран его президентом. В 1856—1857 одах на собственные средства совершил 15-месячную поездку в Европу для комплектования фондов библиотеки. Его личным нововведением стала выдача книг на дом. Библиотеке он завещал собственное книжное собрание, включающее ценные испанские и португальские издания и рукописи.

## Сочинения

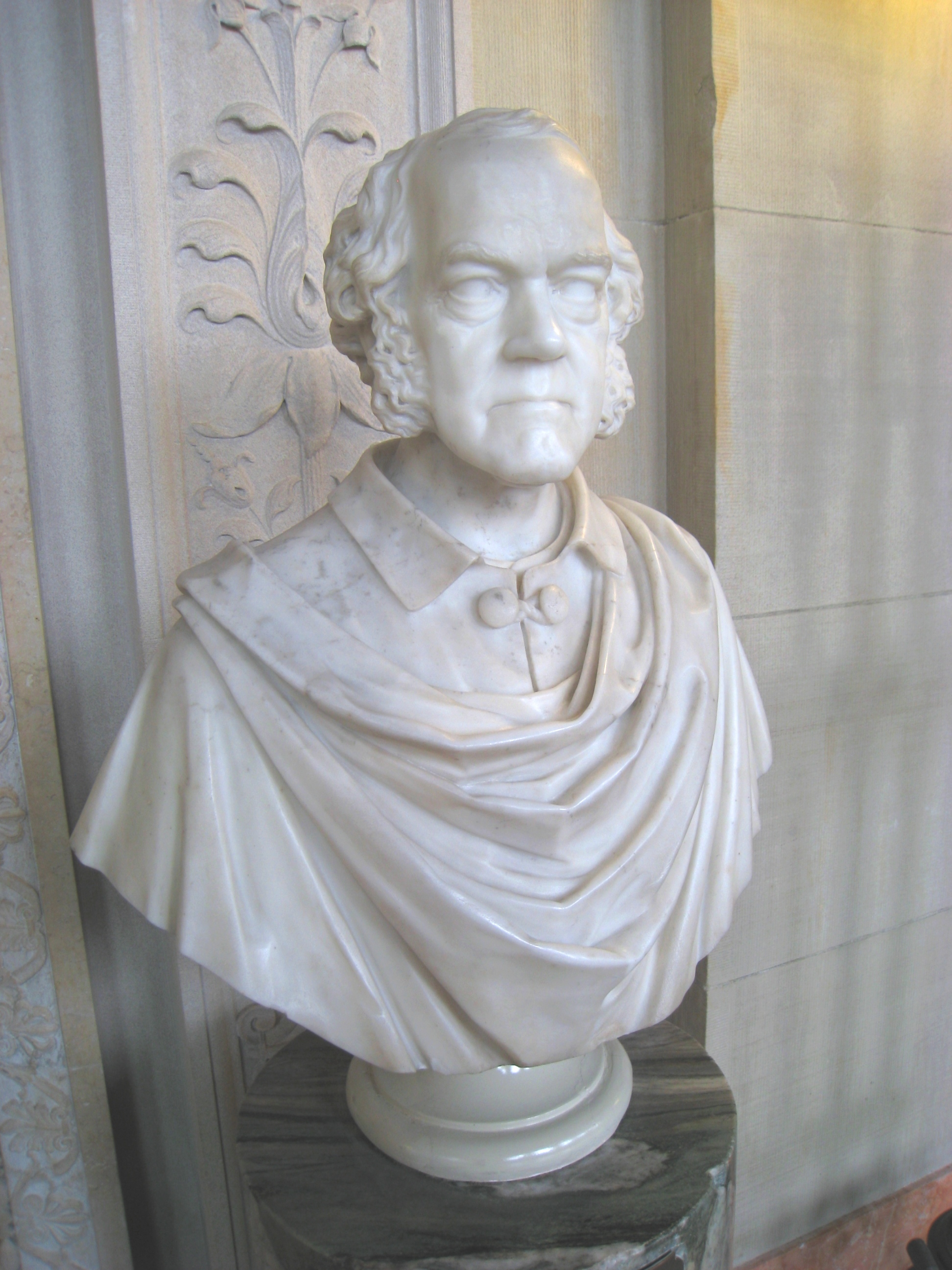
Бюст в Бостонской общественной библиотеке

- Syllabus of a Course of Lectures on the History and Criticism of Spanish Literature (1823)
- Outline of the Principal Events in the Life of General Lafayette (1825)
- Remarks on Changes Lately Proposed or Adopted in Harvard University (1825)
- The Remains of Nathan Appleton Haven, with a Memoir of his Life (1827)
- Remarks on the Life and Writings of Daniel Webster (1831)
- Lecture on the Best Methods of Teaching the Living Languages, delivered, in 1832, before the American Institute of Education
- Life of William Hickling Prescott (1864).
- Life, Letters and Journals of George Ticknor (2 vols., 1876), by George S Hillard and Mrs Anna (Eliot) Ticknor and Miss Anna Eliot Ticknor.